# Dubai Media City Amphitheatre
Das Dubai Media City Amphitheatre ist ein Amphitheater in Dubai.

## Geschichte
Die Freiluftarena wurde in den 2010er errichtet und befindet sich innerhalb der Dubai Media City. Das Halbstadion besitzt eine Zuschauerkapazität von 25.000 Besuchern und wird hauptsächlich für Konzertveranstaltungen genutzt. Aufgrund von intensiver Infrastruktur um das Bauwerk herum, ist es bei Konzertbesuchern besonders beliebt. In dem Theater traten schon international erfolgreiche Künstler wie Eric Clapton, The Police und Ed Sheeran. Das Dubai Jazz Festival findet ebenfalls hier statt.